# SMS Magdeburg
La SMS Magdeburg fu un incrociatore leggero della Kaiserliche Marine tedesca, prima unità dell'omonima classe; entrata in servizio nell'agosto del 1912, la nave prese parte alle fasi iniziali della prima guerra mondiale, andando perduta il 26 agosto 1914 dopo essersi arenata presso l'isola di Osmussaar, nel Golfo di Finlandia.

## Storia

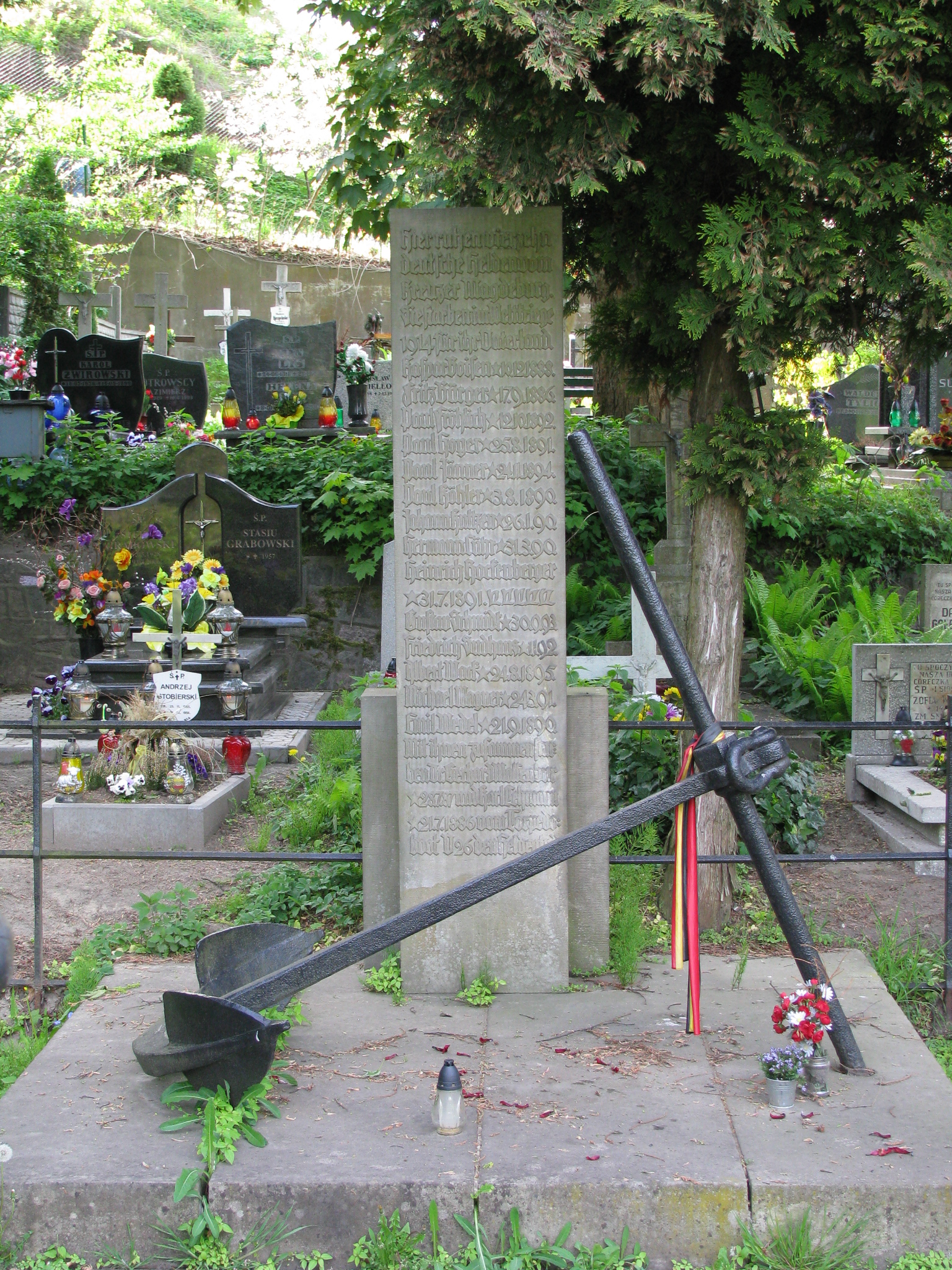
Il monumento ai caduti della Magdeburg nel cimitero militare di Danzica

Impostata nei cantieri navali AG Weser di Brema nel 1910, la nave venne varata il 13 maggio 1911 con il nome di Magdeburg, in onore dell'omonima città tedesca; l'unità entrò poi in servizio con la Hochseeflotte il 20 agosto 1912. Allo scoppio delle ostilità la nave, al comando del capitano di corvetta Richard Habenicht, fu dislocata a Danzica, con il compito di intraprendere scorrerie contro le basi navali russe situate nel mar Baltico; il 2 agosto 1914, insieme all'incrociatore SMS Augsburg, bombardò il porto di Libau, per poi partecipare alle missioni di posa di mine davanti alle coste russe.
La scarsa reazione della flotta zarista spinse i tedeschi ad estendere il raggio delle loro incursioni: nella notte tra il 25 ed il 26 agosto la Magdeburg, insieme agli incrociatori Augsburg e Amazone e ad una scorta di cacciatorpediniere, salparono da Memel con l'obiettivo di attaccare le unità russe in navigazione all'entrata del golfo di Finlandia. Nelle prime ore del 26 la squadra tedesca fu individuata dagli incrociatori russi Pallada e Bogatyr: durante una manovra evasiva, a causa dell'oscurità e della fitta nebbia, la Magdeburg finì per urtare il basso fondale nei pressi dell'isola di Osmussaar, rimanendo incagliata; la Amazone ed il cacciatorpediniere V-26 tentarono inutilmente di prendere a rimorchio la nave, che finì ben presto sotto il fuoco degli incrociatori russi. Con le unità di scorta allontanate dal tiro russo, il comandante Habenicht diede ordine di abbandonare la nave e di attivare le cariche per l'autoaffondamento: 50 uomini dell'equipaggio della Magdeburg (più due del V-26) rimasero uccisi nello scontro, 25 rimasero feriti ed 85 andarono dispersi, mentre i russi presero prigionieri 57 uomini, tra cui lo stesso Habenicht.
I marinai russi presero possesso del relitto e lo ispezionarono: alcuni cannoni della Magdeburg furono recuperati e successivamente installati su alcune cannoniere russe; più importante ancora, furono rinvenuti tre libri codice, contenenti le chiavi di cifratura del sistema di codifica delle comunicazioni radio della flotta tedesca. Una delle copie fu subito inviata a Londra, dove gli esperti di codifica dell'Ammiragliato britannico (Room 40) furono da allora in grado di decrittare le comunicazioni della Hochseeflotte, aiutati anche dal fatto che i tedeschi non cambiarono i loro codici per il resto del conflitto.
Il relitto della Magdeburg fu poi demolito dai russi; un monumento in onore dei membri dell'equipaggio periti fu poi innalzato nel cimitero militare di Danzica.